# NGC 3496
NGC 3496 је расејано звездано јато у сазвежђу Прамац које се налази на NGC листи објеката дубоког неба.
Деклинација објекта је - 60° 20' 12" а ректасцензија 10h 59m 36,0s. Привидна величина (магнитуда) објекта NGC 3496 износи 8,2. NGC 3496 је још познат и под ознакама OCL 836, ESO 128-SC26.